# Magellania wyvillei
Magellania wyvillei är en armfotingsart som först beskrevs av Davidson 1878.  Magellania wyvillei ingår i släktet Magellania och familjen Terebratellidae. Inga underarter finns listade i Catalogue of Life.